# Wendee Levy
| 117032 Davidlane        | 14 maggio 2004    |
| 144907 Whitehorne       | 16 dicembre 2004  |
| 157421 Carolpercy       | 8 ottobre 2004    |
| 283990 Randallrosenfeld | 16 settembre 2004 |

Wendee Esther Wallach Levy, più comunemente nota come Wendee Levy, (1948), è un'astronoma amatoriale statunitense, di professione docente.
Il Minor Planet Center le accredita la scoperta di quattro asteroidi, tutte effettuate nel 2004 in collaborazione con uno David Levy e Tom Glinos.
Nel 1996, dopo 26 anni di insegnamento, ha lasciato la professione per dedicarsi con il marito David Levy alla gestione dell'osservatorio Jarnac.
Le è stato dedicato l'asteroide 6485 Wendeesther.